# Gustav Mahler
Gustav Mahler, född 7 juli 1860 i Kalischt, Böhmen, död 18 maj 1911 i Wien, var en österrikisk kompositör och dirigent. Han var gift med Alma Mahler.

## Biografi
Mahler föddes i en judisk familj i Kalischt i Böhmen. Hans föräldrar flyttade strax efter hans födelse till Iglau i Mähren där han kom att tillbringa största delen av sin uppväxt. 1875 blev han antagen till konservatoriet i Wien där han studerade piano för Julius Epstein. Så småningom började han även gå på föreläsningar hållna av Anton Bruckner på universitetet i samma stad. Bruckner, som vid denna tid ännu inte hade slagit igenom som tonsättare, blev en av Mahlers stora konstnärliga förebilder; de hade gemensamt en strävan att expandera symfonins form, att förena sången och det symfoniska (nästan alla Mahlers symfonier bygger på teman som tycks växa fram och strömma som sånger; många har också sånginslag) och en instrumentation som på en gång är visionär och anknyter till folkmusiken. Båda blev också starkt omstridda, i livet och långt efter sin död.
Hans första större komposition var Das klagende Lied, som var ett bidrag till en tävling. Mottagandet blev dock svalt, och efter detta gav han för en tid framöver helt upp komponerandet för att istället helhjärtat ägna sig åt dirigering. Som dirigent gjorde han snabbt karriär inom operavärlden, bland annat hann han avverka operahusen i Kassel, Prag, Leipzig och Budapest innan han 1891 fick sitt första längre engagemang på operan i Hamburg. Där kom han att stanna till 1897. Under tiden i Hamburg tillbringade Mahler regelbundet somrarna i Steinbach-am-Attersee, där han koncentrerade sig på komposition. Under denna period avslutade han sin första symfoni, uruppförd i Budapest, och några av sina Des Knaben Wunderhorn-lieder.
1897 konverterade Mahler till katolicismen, för att kunna få den prestigefulla tjänsten som konstnärlig ledare vid Hovoperan i Wien, något som vid denna tid annars var i princip omöjligt för en jude. I Wien stannade han i tio år, då han ledde operan nio månader om året och använde resterande tre till att komponera, oftast i ett litet hus han ägde vid Wörthersee.
1902 gifte han sig med Alma Schindler. De fick två döttrar, Anna, som senare blev skulptör, och Maria Anna som dog av scharlakansfeber och difteri 1907. Förutom dotterns död drabbades Mahler detta år av ytterligare två svåra slag: han upptäckte att han led av hjärtfel, kanske medfött, och förlorade sitt jobb på grund av antisemitiska stämningar och publika misslyckanden för hans musik. Hur akut allvarligt hjärtfelet egentligen var har diskuterats. Enligt läkaren hade Mahler burit på det länge, kanske sedan han föddes, och Mahlers hektiska arbetsschema under de sista åren ger inget intryck av att han ansåg sig leva under ett hängande svärd, men däremot förstärkte det säkert den känsla av hans egen dödlighet som redan tidigare hade spelat en roll i hans musik.
I Wien blev de antisemitiska attackerna mot Mahler hela tiden värre, och när Mahler fick ett erbjudande att bli dirigent på Metropolitan Opera i New York, var han ivrig att tacka ja till det. Han hann dock bara arbeta där två säsonger (1907/1908 och 1908/1909) innan han blev uppsagd till förmån för Arturo Toscanini. Redan året därpå (säsong 1909/1910) var dock Mahler tillbaka i New York som dirigent för den då nybildade New York Philharmonic. Under denna tid avslutade han sitt sista verk, den nionde symfonin. Sommaren 1910 tillbringade Gustav och Alma Mahler på hans nya sommarställe i Sydtyrolen. Mahler arbetade på sin tionde symfoni och var ungefär halvvägs genom utkastet när den äktenskapliga krisen slog ner. Ett brev från Alma Mahlers älskare, arkitekten Walter Gropius, kom i Mahlers händer. Han anklagade henne för att ha svikit honom men hade också själv dåligt samvete inför sin mycket yngre och omsvärmade fru. I en förvånande gest gjorde han upp om att träffa Sigmund Freud för att diskutera sitt äktenskap och sin känsla av personlig kris. Freud har berättat något om deras enda möte; han blev imponerad av Mahlers förmåga att öppna sig och diskutera sin kris och påpekade att hans hustrus respekt och tillgivenhet för Mahler delvis berodde på att hon överförde den aktning hon känt för sin far (vilken Freud hade känt väl).
Mahler återvände hem med en ny öppenhet för sin hustru - i partituret till tionde symfonin finns klottrade utrop som är direkt riktade till henne - samtidigt kanske också en resignerad aning om att inget kunde bli som förr och att hans tid kunde vara utmätt. I september uruppförde han i München sin åttonde symfoni. Det var en händelse i Mahlers stil, ett av de sista riktigt stora konsertevenemangen i Europa före första världskriget och verket kan te sig som en apoteos av 1800-talets optimistiska idealism, som snart skulle smulas sönder i skyttegravarna. Under sitt sista år i USA, 1911, blev han allvarligt sjuk, inställde alla konserter efter den 21 februari och begärde att få återvända till Wien. Där avled han i maj samma år till följd av en streptokock-infektion. Hans sista ord lär ha varit "Mozart". Han begravdes på Friedhof Grinzing i Wien. 
Bland hans kvarlåtenskap fanns bland annat den ofullbordade tionde symfonin.

## Eftermäle
Nedslagskratern Mahler på planeten Merkurius och asteroiden 4406 Mahler är uppkallade efter honom.

## Verk

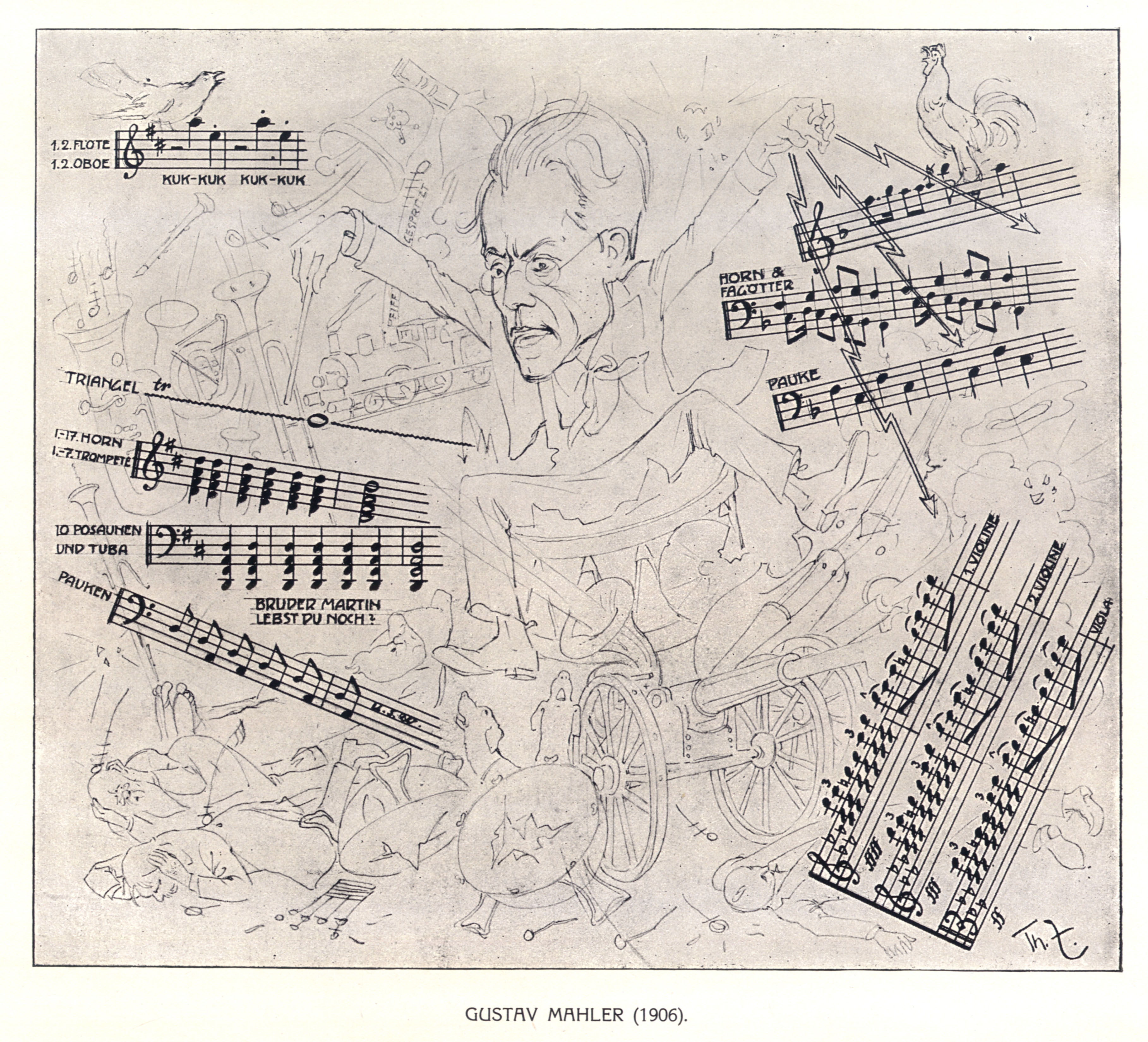
Mahler dirigerar sin första symfoni. Karikatyr utförd av Theo Zasche 1906.

### Symfonier
Samtliga symfonier är skrivna för stor orkester och är utan vokala inslag om inte annat anges.
- Symfoni nr 1 (D-dur), [Titan], cirka 55 minuter (1888–1896)
- Symfoni nr 2 (c-moll) för orkester, kör samt sopran- och altsolist, ofta kallad Uppståndelsesymfonin, cirka 80 min (1888–1894, reviderad 1903)
- Symfoni nr 3 (d-moll) för orkester, damkör, barnkör och altsolist, cirka 90-100 min (1893–1896, reviderad 1906)
- Symfoni nr 4 (G-dur, slutar i E-dur) för orkester och sopransolist, cirka 55 min (1892/1899–1900, senare reviderad)
- Symfoni nr 5 (ciss-moll, slutar i D-dur), cirka 70 min (1901–1902, senare reviderad)
- Symfoni nr 6 (a-moll), cirka 80 min (1903–1904, senare reviderad bland annat 1906), ibland kallad "den tragiska"
- Symfoni nr 7 (e-moll, slutar i C-dur), cirka 80 min (1904–1905, senare reviderad)
- Symfoni nr 8 (Ess-dur) för orkester, två körer, barnkör samt åtta sångsolister, cirka 80 min (1906–1907), ibland kallad De tusendes symfoni med syftning på antalet medverkande vid uruppförandet, men denna undertitel var inte sanktionerad av kompositören
- Das Lied von der Erde (1908–1909), symfoni för tenor- och alt-/barytonsolist och orkester
- Symfoni nr 9 (D-dur, slutar i Dess-dur), cirka 80 min (1908–1909)
- Symfoni nr 10 (fiss-moll) (komponerad 1910, ofullbordad; sats 1 och 3 i princip fullbordade och sats 1 (Adagio)+ 3. sats uruppförd i Kreneks lätt reviderade orkestrering 1924. Flera olika personer har försökt sig på att fullborda verket, bland annat Ernst Krenek (delvis, 1924), Deryck Cooke (1960, 1964, 1975), Clinton Carpenter (1966), Joseph Wheeler (1948–1965), Remo Mazzetti, Jr. (1989), Rudolf Barshai (2000) och Nicola Samale/Giuseppe Mazzucca (2002).)

### Kör och orkester
- Das klagende Lied för sopran-, alt-, tenor- och bassolo, blandad kör och orkester (1878–1880, rev. 1893, 1899, uruppförande i Wien 1901)

### Sång med orkester
- Lieder eines fahrenden Gesellen (1884) med egna texter och ur "Des Knaben Wunderhorn".
  - 1.	Wenn Mein Schatz Hochzeit macht
  - 2.	Ging heut'morgen übers Feld
  - 3.	Ich hab'ein glühend Messer
  - 4.	Die Zwei blauen Augen
- 12 Lieder aus "Des Knaben Wunderhorn" (1892-1895).
  - 1.	Der Schildwache Nachtlied
  - 2.	Verlor'ne Müh
  - 3.	Trost im Unglück
  - 4.	Wer hat dies Liedlein erdacht
  - 5.	Das irdische Leben
  - 6.	Das Antonius von Padua Fischpredigt
  - 7.	Rheinlegendchen
  - 8.	Lied des verfolgten im Turm
  - 9.	Wo die schönen Trompeten blasen
  - 10.	Lob des hohen Verstandes
  - 11.	Es sungen drei Engel (ur 3:e symfonin)
  - 12.	Urlicht (ur 2:a symfonin)

- "Kindertotenlieder" (1901 — 1904) till dikter av Friedrich Rückert
  - 1.	Nun will die Sonn' so hell aufgeh'n
  - 2.	Nun seh' ich wohl, warum so dunkle Flammen
  - 3.	Wenn dein Mütterlein
  - 4.	Oft denk' ich sie sind nur ausgegangen
  - 5.	In diesem Wetter
- 7 Lieder aus letzer Zeit (1899—1903)
  - 1.	Revelge ("Des Knaben Wunderhorn")
  - 2.	Der Tambourg'sell ("Des Knaben Wunderhorn")
  - 3.	Blicke mir nicht in die Lieder! (Rückert)
  - 4.	Ich atmet' einen linden Duft (Rückert)
  - 5.	Ich bin der Welt abhanden gekommen (Rückert)
  - 6.	Um Mitternacht (Rückert)
  - 7.	Liebst du um Schönheit (Rückert)

### Sånger med piano
- 14 Lieder und Gesänge
- Frühlingsmorgen (Richard Leander)
- Erinnerung (Richard Leander)
- Hans und Grete (Volkslied)
- Serenade aus "Don Juan" (Tirso de Molina)
- Phantasie aus "Don Juan" (Tirso de Molina)
- Um schlimme Kinder artig zu machen ("Des Knaben Wunderhorn")
- Ich ging mit Lust ("Des Knaben Wunderhorn")
- Aus! Aus! ("Des Knaben Wunderhorn")
- Starke Einbildungskraft ("Des Knaben Wunderhorn")
- Zu Strassburg auf der Schanz' "(Des Knaben Wunderhorn")
- Ablösung im Sommer ("Des Knaben Wunderhorn")
- Scheiden und Meiden ("Des Knaben Wunderhorn")
- Nicht Wiedersehen! ("Des Knaben Wunderhorn")
- Selbstgefühl ("Des Knaben Wunderhorn")